# 2006년 전국장애인체육대회
제26회 전국장애인체육대회는 2006년 9월 12일부터 9월 15일까지 대한민국 울산광역시에서 열렸다.

## 개요
- 대회명칭 : 제26회 전국장애인체육대회
- 개최기간 : 2006년 9월 12일 ~ 2006년 9월 15일
- 개최지 : 울산광역시
- 구호 : 다함께, 굳세게, 끝까지
- 참가인원 : 3,272명 (선수 2,462명 / 임원 810명)
- 종별 : 절단 및 기타장애, 시각장애, 지적장애, 청각장애, 뇌성마비
- 마스코트 : 해울이와 해순이

## 종목

### 정식종목
| - 양궁 - 육상 - 배드민턴 - 보치아 - 사이클 - 휠체어펜싱 - 축구 - 골볼 - 론볼 - 역도 - 유도 - 휠체어럭비 - 사격 | - 수영 - 탁구 - 배구 - 농구 - 휠체어테니스 - 볼링 |

## 경기장
| 종목         | 소재지           | 경기장                        | 종별                                | 세부종목  | 비고                         |
| ------------ | ---------------- | ----------------------------- | ----------------------------------- | --------- | ---------------------------- |
| 골볼         | 중구             | 성신고등학교 체육관           | 시각장애                            |           |                              |
| 농구         | 중구             | 동천체육관                    | 휠체어                              |           |                              |
| 론볼         | 남구             | 문수론볼경기장                | 지체장애/뇌성마비                   |           |                              |
| 휠체어럭비   | 남구             | 울산광역시 장애인체육관       | 지체장애                            |           |                              |
| 배구         | 남구             | 울산제일고등학교 체육관       | 지체장애                            |           |                              |
| 배드민턴     | 남구             | 울산대학교 체육관             | 지체장애/지적장애/청각장애/뇌성마비 |           |                              |
| 보치아       | 남구             | 울산중앙여자고등학교 체육관   | 지체장애/뇌성마비                   |           |                              |
| 볼링         | 울주군           | 온산프라자 볼링장             | 전종별                              |           |                              |
| 사격         | 창원시(경상남도) | 창원종합사격장                | 지체장애                            |           |                              |
| 사이클       | 남구             | 울산문수축구경기장 보조경기장 | 전종별                              |           |                              |
| 수영         | 남구             | 울산문수실내수영장            | 전종별                              |           |                              |
| 양궁         | 남구             | 울산문수국제양궁장            | 지체장애                            |           |                              |
| 역도         | 동구             | 현대중공업 체육관             | 전종별                              |           |                              |
| 유도         | 남구             | 종하체육관                    | 시각장애/청각장애                   |           |                              |
| 육상         | 중구             | 울산종합운동장                | 전종별                              | 트랙/필드 |                              |
| 육상         | 울산광역시       | 종합운동장~옥교배수장(반환)   | 전종별                              | 마라톤    |                              |
| 축구         | 동구             | 서부축구장                    | 전종별                              |           |                              |
| 탁구         | 남구             | 신정여자중학교 체육관         | 지체장애/청각장애                   |           | 울산서여자중학교로 명칭 변경 |
| 탁구         | 남구             | 울산여자상업고등학교 무용실   | 시각장애                            |           |                              |
| 휠체어테니스 | 남구             | 울산문수테니스장              | 전종별                              |           |                              |
| 휠체어펜싱   | 남구             | 울산광역시 장애인체육관       | 지체장애                            |           |                              |

## 최우수 선수상
최우수 선수상은 전국장애인체육대회 취재 기자단의 투표로 결정된다.
- 최우수 선수상(MVP) : 유병훈 (충청남도/육상) - 남자 400m, 1,500m, 남자 계주 400m, 10km 단축마라톤 금메달 (대회 4관왕)